# Битва при Асиаго
Битва при Асиаго или Трентинская операция (15 мая — 25 июня 1916 года) — одна из важнейших операций на Итальянском фронте во время Первой мировой войны.

## Перед наступлением
Наступление в Трентино выглядело очень заманчивым для австро-венгерского командования. В случае успешного проведения операции могла быть окружена основная часть итальянских войск на реке Изонцо, что могло вывести Италию из войны. Для этого Австро-Венгрия сосредоточила на Трентинском направлении около 200 батальонов и 2000 орудий. Войска были разделены на 2 армии, под общим командованием эрцгерцога Евгения. Итальянское командование знало о готовящимся наступлении, однако, ввиду того, что русские войска в это время начали наступление в Галиции, считало, что австрийцы не рискнут начать операцию. Тем более, командующий итальянскими войсками Кадорна в это время планировал новое наступление на Изонцо. На Трентинском направлении располагалась 1-я итальянская армия, которая не была в полной мере готова к обороне. Здесь было всего 160 батальонов и 623 орудия.

## Наступление
Наступление началось 15 мая, мощная артиллерийская подготовка уничтожила итальянские оборонительные укрепления. Наступающая пехота отбросила итальянцев на 3-20 км вглубь обороны. Австро-венгерские войска продолжали наступление в направлении на Асиаго. 27 мая наступление выдохлось и, несмотря на то, что австрийцы привлекли на фронт новые силы, 30 мая прекратилось окончательно. Начавшийся на Восточном фронте Брусиловский прорыв вынудил австро-венгерское командование перебрасывать силы с Итальянского фронта на Восток.
Во время сражения при Асиаго шли бои и в районе Изонцо, где для введения итальянцев в заблуждение намечались широкие демонстративные действия — сильный артиллерийский огонь, атаки на ряде направлений, бомбардировка с воздуха важных железнодорожных сооружений и крупных командных пунктов. Здесь 14 мая была проведена первая химическая атака на Итальянском фронте, которая вывела из строя 6300 итальянских солдат.
В ходе наступления при Асиаго Кадорна усилил оборону 1-й итальянской армии переброской пяти корпусов, что позволило итальянцам 16 июня перейти в контрнаступление. Ослабленные из-за переброски значительных сил в Галицию австро-венгерские войска начали отход на прежние позиции. Итальянцам все же не удалось достичь своих прежних позиций, которые они занимали до начала операции, и фронт к концу июня остановился на промежуточном рубеже, между линией наибольшего продвижения австрийцев и их исходными позициями. 9 июля итальянское контрнаступление в Трентино было прекращено.
На этом битва при Асиаго закончилась, обе стороны понесли тяжелейшие потери. Поражение итальянцев в Трентино произвело сильное впечатление на общественность страны, из-за поражения правительство было вынуждено уйти в отставку.
Несмотря на тяжелые потери, Кадорна не прекратил подготовку к очередному (уже шестому) наступлению на Изонцо, которое вскоре и произошло.